# 김민수 (1990년)
김민수(한국 한자: 金玟秀, 1990년 7월 9일 ~ )는 대한민국의 전 축구 선수이며, 포지션은 공격수였다.